# 渚に死のうと書いたとき
『渚に死のうと書いたとき』（なぎさにしのうとかいたとき）は、毎日放送が制作し、1976年に放映されたテレビドラマである。

## 概要
1976年9月26日に『東芝日曜劇場』で放映された単発のテレビドラマである。早坂暁のオリジナル脚本による。
暴走族のために家族を殺され、自分も両足マヒとなってしまった少女を中心に、生きることの美しさと尊さを描いた作品である。

## あらすじ
暴走族に母と兄をひき殺され、自分も両足マヒとなってしまった少女ミキは、生きる意欲を失い、故郷の沖縄に帰って死にたいと考えていた。そんなミキのつきそいを引き受け、一緒に沖縄に行く船に乗ったのがオッチャンと呼ばれる男だった。
船の中でオッチャンは必死にミキの世話をする。ミキの気をまぎらわそうと踊ったり、手旗信号を教えた。ミキが車椅子に乗ったまま海に飛び込もうとするのを止めたこともあった。
沖縄で。（オッチャン）「足がなくたって手もあれば顔もあるじゃないか。目も耳も内臓もあるじゃないか」。（ミキ）「足がなかったら何もできないじゃないの。危険なことがあっても、自分の身を守ることもできないじゃないの」。（オッチャン）「オッチャンが守ってやればいいじゃないか」。ミキは泣きながら、オッチャンの胸を手で打つ。
そのころ、テレビに映ったオッチャンを見て仰天した女性がいた。彼女はオッチャンの娘である。オッチャンは実は殺人者だった。娘が三人組の男にレイプされてしまったとき、オッチャンは報復のためこの三人を惨殺し、その後警察の目をのがれて逃げ回っていたのだ。娘は自分が幸せな結婚をし、子供も生まれたことをぜひ父親に見せたいと飛行機で沖縄に飛び立つ。
（オッチャン）「死んだらあかんでー。オッチャンも最初は死ぬつもりやったんだ」。今度はミキが驚く。「オッチャン、死んだらあかん」。（オッチャン）「オッチャンはミキちゃんと一緒や。最初死ぬ気だったのはミキちゃんと一緒。死ぬのをやめたのもミキちゃんと一緒や」。互いに支えあって、二人とも立ち直りつつあるようだった。
朝、「オッチャンがいない」。ミキは車椅子で、ありったけの力をしぼって渚に急ぐ。見るとオッチャンが水に入り、沖に向かって進んでいくではないか。「オッチャン、死んだらあかん」。オッチャンの目に、ミキが手旗信号で「シンダラアカン」と手を振っているのが見えたが…。
ミキの言葉では尽くせない衝撃が伝わる。海と空と地をアップで映して終了。

## キャスト
- オッチャン：藤岡琢也
- ミキ：浅野真弓
- 他の配役：親泊良子、北島角子、小林芳宏

## スタッフ
- 脚本：早坂暁
- 演出：西前充男

## 参考資料
毎日放送にはこの作品の保存記録はないとのこと。また勉誠出版が企画した「早坂暁全集」の中でこの作品の台本が収録される予定だったが、「早坂暁全集」は完結せず（のちに「早坂暁コレクション」へと名前を変更）、活字化されなかった。現在のところ、映像も台本も所在不明である。